# Friedrich Haag (Kristallograph)
Friedrich Haag (* 20. August 1856 in Schwenningen am Neckar; † 8. Dezember 1941 in Stuttgart-Degerloch) war ein deutscher Pionier der Kristallographie.

## Leben und Werk
Haag studierte von 1874 bis 1881 in Stuttgart und Tübingen. Er promovierte zum Dr. rer nat. und wurde 1877 Hilfslehrer in Reutlingen. 1881 wurde er Lehrer am Obergymnasium in Rottweil, wo er 1882 Professor wurde. Ab 1899 war er Professor und ab 1900 Rektor an der Real-Anstalt in Tübingen. 1903 wurde er Professor an der Wilhelm-Realschule in Stuttgart und 1908 bis zu seinem Ruhestand 1927 war er Professor und Rektor an der Friedrich-Eugen-Realschule in Stuttgart. Er war Studienrat.
Er ist noch heute durch Veröffentlichungen zur Kristallographie bekannt. 1887 veröffentlichte er eine Verallgemeinerung der Definition von Leonhard Sohncke für Kristallgitter als reguläre Punktsysteme, die einige natürlich vorkommende Kristallstrukturen nicht erklären konnte. Haag schlug die Annahme mehrere solcher Punktsysteme im Kristall vor. Die etwas entlegen veröffentlichte Arbeit wurde von Ernst Karl Friedrich Blasius aber weiteren Kreisen bekannt gemacht und von Sohncke übernommen.
In einer Arbeit von 1929 leitete er die Kreislagerungen von Paul Niggli ab.
Ein Artikel von Haag in der Zeitschrift für Kristallographie diente auch M. C. Escher als wichtige Quelle für seine Graphiken von Parkettierungen.
Er war aber auch Sammler und veröffentlichte neben Aufsätzen zur Kristallographie zur Geologie und Paläontologie.
1928 wurde er Ehrenmitglied des Vereins für vaterländische Naturkunde in Württemberg
Er ist der Vater von Friedrich Erhard Haag.

## Weitere Schriften
Soweit noch nicht zitiert:
- Organische Reste aus der Lettenkohle Rottweils. In: Jahreshefte des Vereins für vaterländische Naturkunde in Württemberg, 48, Tafel VII, Stuttgart 1892, S. 234–237
- Gittervektoren, Beilage zum Programm der Königlichen Wilhelm Realschule in Stuttgart 1907
- Die den Vielfachen der regulären Kristallsysteme dual entsprechenden Vielecke, Z. f. Kristallogr., Band 42, 1907
- Inhalt und Oberfläche der regulären Kristallkörper, Z. f. Kristallogr., Band 52, 1912/13
- Die regelmäßigen Planteilungen (PDF-Datei; 2,41 MB), Z. f. Kristallogr., Band 49, 1911, 360–369
- Netzebenen bei regulären Kristallen, Z. f. Kristallogr., Band 55, 1920
- Netzebenen und Geradenschar, Z. f. Kristallogr., Band 56, 1921
- Die regelmäßigen Planteilung und Punktsysteme (PDF-Datei; 2,74 MB), Z. f. Kristallogr., Band 58, 1923, 478–489
- 17 regelmäßige Planteilungen und Punktsysteme, Z. f. Kristallogr., Band 61, 1924/25, S. 58
- Die pentagonale Anordnung von sich berührenden Kreisen in der Ebene (PDF-Datei; 985 kB), Z. f. Kristallogr., Band 61, 1925, 339–340
- Die Planigone von Fedorow (PDF-Datei; 1,87 MB), Z. f. Kristallogr., Band 63, 1926, 179–186
- Die Symmetrieverhältnisse einer regelmässigen Planteilung (PDF-Datei; 1,29 MB), Zeitschrift für mathematischen und naturwissenschaftlichen Unterricht, Band 57 (1926), 262–263
- Geometrie der Netzebenen, Z. f. Kristallogr., Band 70, 1929
- Gebiet und Wirkungsbereich, Z. f. Kristallogr., Band 78, 1931, S. 167
- Strukturformeln für Ebenenteilungen, Z. f. Kristallogr., Band 83, 1932, S. 31–37
- Grundgleichungen für Ebenen- und Raumteilung, Z. f. Kristallogr., Band 86, 1933, S. 153
- Die den Zahlen 1- 100 im kubischen Gitter zugeordneten Vielecke, Z. f. Kristallogr., Band 90, 1935, S. 456–466
- Polygone der Ebenenteilung, Z. f. Kristallogr., Band 96, 1937, S. 77–80
- Raumgitterzahlen, Z. f. Kristallogr., Band 97, 1937, S. 234